# Силицид празеодима
Силицид празеодима — бинарное неорганическое соединение 
металла празеодима и кремния
с формулой PrSi,
кристаллы.

## Получение
- Сплавление стехиометрических количеств чистых веществ:

{\displaystyle {\mathsf {Pr+Si\ {\xrightarrow {1657^{o}C}}\ PrSi}}}

## Физические свойства
Силицид празеодима образует кристаллы
ромбической сингонии,
пространственная группа P nma,
параметры ячейки a = 0,824 нм, b = 0,3941 нм, c = 0,592 нм, Z = 4,
структура типа борида железа FeB
.
Соединение конгруэнтно плавится при температуре 1657°C .
При температуре 51-54 К соединение переходит в ферромагнитное состояние
.